# Cyathea microphylla
Cyathea microphylla är en ormbunkeart som beskrevs av Georg Heinrich Mettenius. Cyathea microphylla ingår i släktet Cyathea och familjen Cyatheaceae. Inga underarter finns listade.